# L'assassino minacciato
L'assassino minacciato è un dipinto di René Magritte, eseguito nel 1926 e conservato al Museum of Modern Art di New York.

## Descrizione
Il quadro raffigura il luogo di un delitto. All’interno della stanza il cadavere nudo di una donna è disteso su un elegante divano foderato di stoffa rossa, mentre un uomo in piedi ascolta un disco sul grammofono, poco distante da lei. L’uomo – presumibilmente l’assassino – indossa un completo elegante ed ha una posa rilassata, una mano in tasca e l’altra appoggiata sul tavolo dove si trova il grammofono. A terra accanto a lui vi sono una valigia e una sedia, sulla quale sono posati il suo cappotto e il cappello. Tre uomini osservano la scena da fuori, attraverso una grande finestra posta centralmente in fondo alla sala. In primo piano ai lati del dipinto vi sono due figure, probabilmente due detective, accostate al muro in attesa del momento giusto per catturare l’assassino. I due uomini sono fisicamente identici, indossano gli stessi abiti e lo stesso cappello a bombetta, ma brandiscono armi diverse: quello a sinistra impugna una mazza con mano destra, l’altro tiene con entrambe le mani una lunga rete che arriva a sfiorare il pavimento.
Nonostante l’ambientazione e i personaggi del quadro siano realistici, la vena surrealista di Magritte si percepisce dall’inespressività delle figure. La scena è pervasa da un’atmosfera di mistero e sembra sospesa nel tempo: non vi è fretta di fuggire nell’assassino, tranquillamente assorto nella musica del grammofono, né di agire da parte dei detective in agguato. Inoltre, i volti immobili dei tre uomini sullo sfondo spiano ciò che avviene all’interno della stanza e allo stesso tempo sembrano guardare negli occhi lo spettatore.

### L'influenza di Fantômas
L'uomo nel dipinto è presumibilmente Fantômas, di cui Magritte era appassionato. Si tratta di un personaggio immaginario molto popolare all’epoca, protagonista di una serie di 32 romanzi a puntate di genere poliziesco e successivamente di alcuni adattamenti cinematografici e televisivi (i romanzi, opera degli scrittori francesi Pierre Souvestre e Marcel Allain, sono stati pubblicati dal 1911 al 1914, fino allo scoppio della Prima Guerra Mondiale e alla morte di Souvestre). Fantômas è un genio del male, un criminale diabolico e spietato in grado di commettere i crimini più efferati senza lasciare tracce, grazie alla sua abilità nei travestimenti; divenne anche un eroe per i surrealisti, che apprezzavano la sua capacità di celare la propria identità, cambiare completamente aspetto e svanire nel nulla, sfuggendo sempre alla legge. Fantômas rappresenta il rovesciamento dei valori borghesi, la naturale e umana tendenza al male che si compie attraverso imprese creative e assurde. Ciò si allinea perfettamente all’ideologia surrealista, che mirava a distruggere la contrapposizione tra bene e male o ragione e pazzia attraverso l’accostamento di contraddizioni.

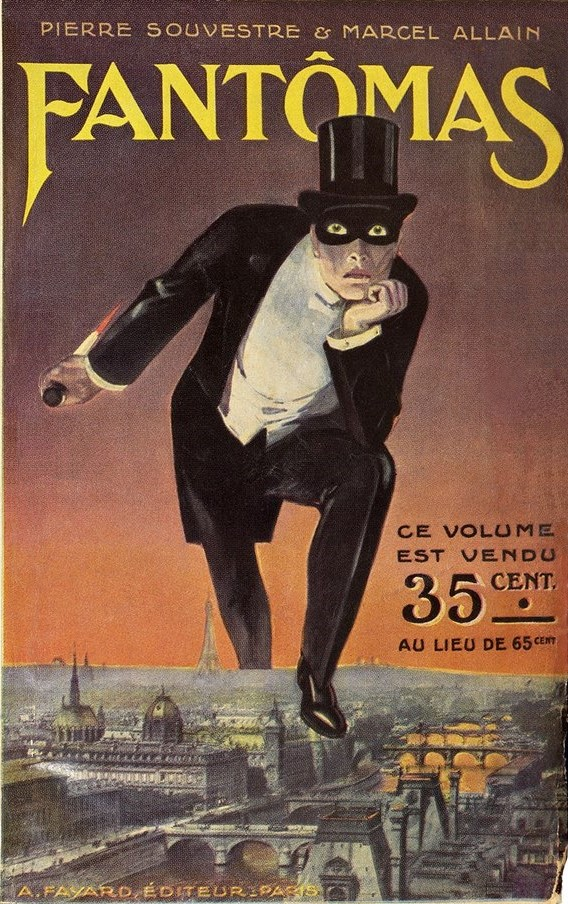

Magritte usò Fantômas come soggetto esplicito in due opere: Le barbare (1928) e Le retour de flamme (1943); quest’ultima è la trasposizione della copertina di uno dei romanzi, da cui si distingue solo perché nella mano nel criminale al posto del pugnale dell'opera originale è rappresentata una rosa. Magritte scrisse anche un abbozzo di scena in cui l'ispettore Juve – acerrimo nemico di Fantômas – tenta di catturarlo e fallisce, e su di lui scrive anche:
(René Magritte)
Anche l’assassino ritratto in L’assassin menacé sembra ispirato al personaggio di Fantômas: la vicinanza dei due detective e i tre osservatori esterni fanno presumere che l’assassino verrà catturato a breve, ma l’atteggiamento di quest’ultimo è sereno, e la presenza della valigia, del cappotto e del cappello accanto a lui lasciano pensare che possa fuggire all’ultimo minuto senza problemi. Inoltre, pare che la posizione dei due detective, nascosti dagli stipiti della porta, sia ispirata proprio a una scena del film Le Mort Qui Tue (Il cadavere assassino), uno degli adattamenti cinematografici della serie di Fantômas, uscito nel 1913.